# Championnats du monde de pentathlon moderne 2016
Navigation
Édition précédente Édition suivante
Les championnats du monde de pentathlon moderne 2016, soixantième édition des championnats du monde de pentathlon moderne, ont lieu du 23 au 29 mai 2016 à Moscou, en Russie.

## Médaillés

### Hommes
| Épreuves     | Or                                                | Or       | Argent                                                   | Argent   | Bronze                                              | Bronze   |
| ------------ | ------------------------------------------------- | -------- | -------------------------------------------------------- | -------- | --------------------------------------------------- | -------- |
| Individuel   | Valentin Belaud France                            | 1514 pts | Aleksander Lesun Russie                                  | 1510 pts | Jung Jin-hwa Corée du Sud                           | 1504 pts |
| Relais       | Hwang Woo-jin Jun Woong-tae Corée du Sud          | 1563 pts | Ilia Frolov Oleg Naumov Russie                           | 1550 pts | Pierre Dejardin Alexandre Henrard France            | 1524 pts |
| Par équipes, | Égypte Amro El Geziry Yasser Hefny Omar El Geziry | 4473 pts | France Valentin Prades Valentin Belaud Christopher Patte | 4106 pts | Corée du Sud Jun Woong-tae Jung Jin-hwa Lee Woo-jin | 4100 pts |

### Femmes
| Épreuves    | Or                                                       | Or       | Argent                                     | Argent   | Bronze                                                  | Bronze   |
| ----------- | -------------------------------------------------------- | -------- | ------------------------------------------ | -------- | ------------------------------------------------------- | -------- |
| Individuel  | Sarolta Kovács Hongrie                                   | 1386 pts | Élodie Clouvel France                      | 1374 pts | Lena Schöneborn Allemagne                               | 1373 pts |
| Relais      | Lena Schöneborn Annika Schleu Allemagne                  | 1419 pts | Joanna Muir Samantha Murray Royaume-Uni    | 1409 pts | Katsiaryna Arol Iryna Prasiantsova Biélorussie          | 1405 pts |
| Par équipes | Hongrie Tamara Alekszejev Zsófia Földházi Sarolta Kovács | 4080 pts | Chine Zhang Xiaonan Liang Wanxia Chen Qian | 4075 pts | Allemagne Janine Kohlmann Annika Schleu Lena Schöneborn | 4042 pts |

## Tableau des médailles
| Rang  | Nation       | Or | Argent | Bronze | Total |
| ----- | ------------ | -- | ------ | ------ | ----- |
| 1     | Hongrie      | 2  | 0      | 0      | 2     |
| 2     | France       | 1  | 2      | 1      | 4     |
| 3     | Allemagne    | 1  | 0      | 2      | 3     |
| 4     | Corée du Sud | 1  | 0      | 2      | 3     |
| 5     | Égypte       | 1  | 0      | 0      | 1     |
| 6     | Russie       | 0  | 2      | 0      | 2     |
| 7     | Chine        | 0  | 1      | 0      | 1     |
| 7     | Royaume-Uni  | 0  | 1      | 0      | 1     |
| 8     | Biélorussie  | 0  | 0      | 1      | 1     |
| Total | Total        | 6  | 6      | 6      | 18    |